# 동경 173도
동경 173도(東經173度)는 본초 자오선에서 동쪽으로 173도 떨어진 경선이다. 북극점에서 시작하여 북극해와 러시아, 태평양, 오스트랄라시아, 남극해, 남극을 거쳐 남극점에 이른다.
동경 173도는 서경 7도와 이어져 지구의 둘레를 이룬다.

## 지나가는 지역
북극점에서 남극점까지 동경 173도선은 다음 지역을 지나간다.
| 좌표                                                    | 나라, 지역, 해역 | 주석                                                                                                 |
| ------------------------------------------------------- | ---------------- | --- |
| 북위 90° 0′ 동경 173° 0′  / 북위 90.000° 동경 173.000°  | 북극해           | |
| 북위 73° 12′ 동경 173° 0′  / 북위 73.200° 동경 173.000° | 동시베리아해     | |
| 북위 69° 52′ 동경 173° 0′  / 북위 69.867° 동경 173.000° | 러시아           | 축치 자치구 캄차카 지방 — 북위 62° 23′ 동경 173° 0′  / 북위 62.383° 동경 173.000° 부터               |
| 북위 61° 25′ 동경 173° 0′  / 북위 61.417° 동경 173.000° | 베링해           | |
| 북위 52° 59′ 동경 173° 0′  / 북위 52.983° 동경 173.000° | 미국             | 알래스카주 — 애투섬                                                                                  |
| 북위 52° 47′ 동경 173° 0′  / 북위 52.783° 동경 173.000° | 태평양           | |
| 북위 3° 24′ 동경 173° 0′  / 북위 3.400° 동경 173.000°   | 키리바시         | 마킨 제도                                                                                            |
| 북위 3° 23′ 동경 173° 0′  / 북위 3.383° 동경 173.000°   | 태평양           | 키리바시 부타리타리 환초(북위 3° 10′ 동경 172° 58′  / 북위 3.167° 동경 172.967° ) 바로 동쪽을 지나감 |
| 북위 1° 52′ 동경 173° 0′  / 북위 1.867° 동경 173.000°   | 키리바시         | 아바이앙 환초, 타라와 환초                                                                           |
| 북위 1° 19′ 동경 173° 0′  / 북위 1.317° 동경 173.000°   | 태평양           | |
| 북위 1° 1′ 동경 173° 0′  / 북위 1.017° 동경 173.000°    | 키리바시         | 마이아나섬                                                                                           |
| 북위 0° 50′ 동경 173° 0′  / 북위 0.833° 동경 173.000°   | 태평양           | |
| 남위 34° 23′ 동경 173° 0′  / 남위 34.383° 동경 173.000° | 뉴질랜드         | 북섬 — 노스오클랜드반도. 뉴질랜드 최북단 서빌 절벽에 근접함                                          |
| 남위 34° 48′ 동경 173° 0′  / 남위 34.800° 동경 173.000° | 태평양           | |
| 남위 40° 48′ 동경 173° 0′  / 남위 40.800° 동경 173.000° | 뉴질랜드         | 남섬                                                                                                 |
| 남위 43° 4′ 동경 173° 0′  / 남위 43.067° 동경 173.000°  | 태평양           | 페가서스만                                                                                           |
| 남위 43° 39′ 동경 173° 0′  / 남위 43.650° 동경 173.000° | 뉴질랜드         | 남섬 — 뱅크스반도                                                                                    |
| 남위 43° 53′ 동경 173° 0′  / 남위 43.883° 동경 173.000° | 태평양           | |
| 남위 60° 0′ 동경 173° 0′  / 남위 60.000° 동경 173.000°  | 남극해           | |
| 남위 77° 30′ 동경 173° 0′  / 남위 77.500° 동경 173.000° | 남극             | 뉴질랜드가 영유권을 주장하는 로스 속령                                                               |

## 같이 보기
- 동경 172도
- 동경 174도